# Constantin Guirma
Constantin Guirma, né le 5 février 1920 et mort le 6 août 2010 est un évêque catholique burkinabé.

## Biographie
Guirma naît le 5 février 1920 à Kaya, au Burkina Faso. Il a été ordonné prêtre le 19 mai 1946. Il a été nommé évêque du diocèse de Kaya le 26 juin 1969 et ordonné évêque le 1er août 1969 par le pape Paul VI à Kampala, lors de sa première visite pontificale en Afrique. Constantin Guirma y est resté jusqu'à sa retraite, le 9 mars 1996. Il est décédé des suites d'une maladie le 6 août 2010,.